# 켈리백

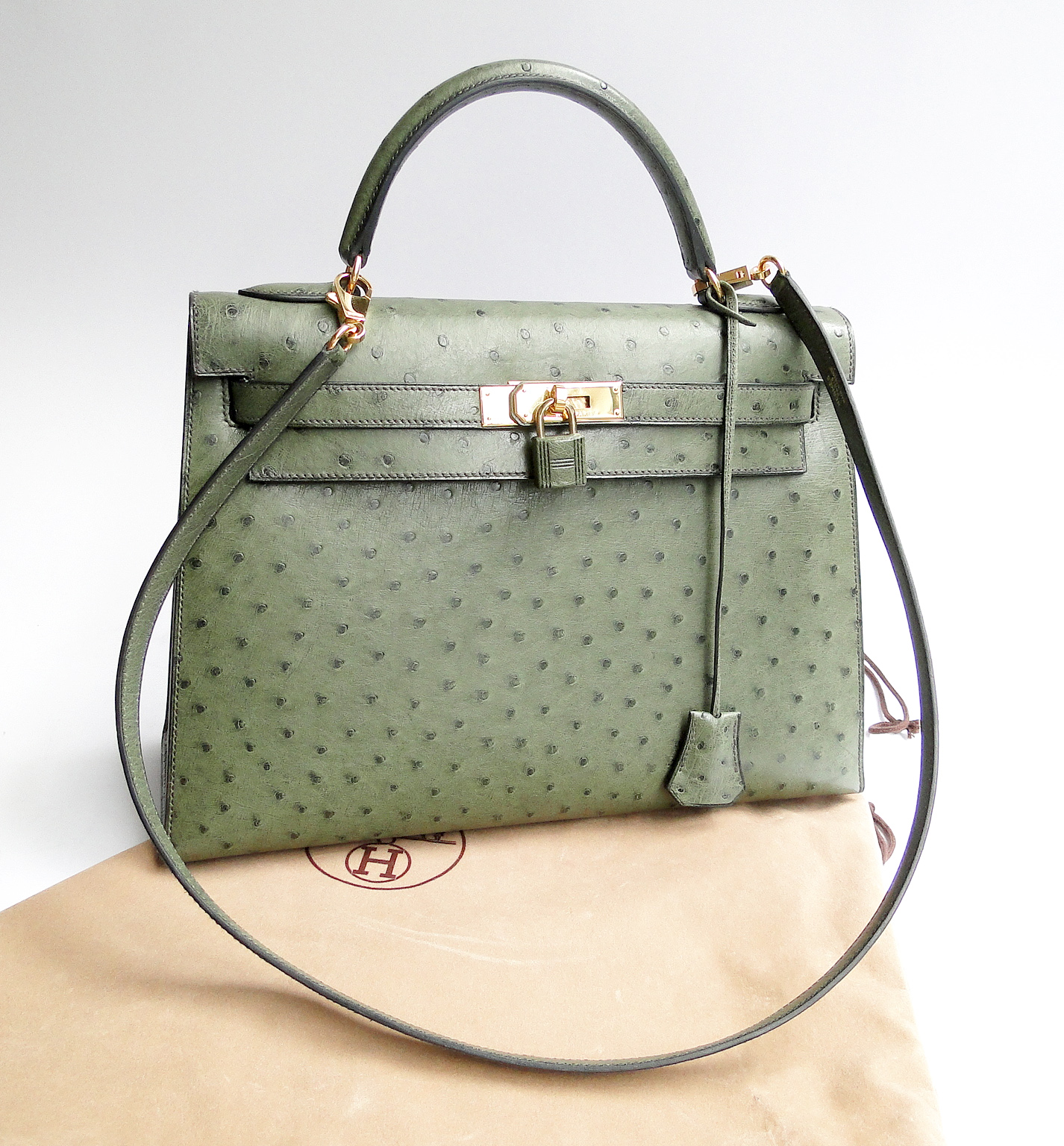
에르메스의 켈리백

켈리백(Kelly bag)은 파리에 기반을 둔, 고급 패션 명품 제조업체인 에르메스에 의해 디자인된 가죽 가방이다. 그 가방은 대중화되기 전에 여러 번 재설계를 했고 그리고 나서 미국 여배우이자 모나코의 공비인 그레이스 켈리의 이름을 따서 지어졌다. 그 가방은 이제 비싼 지위 상징이 되었다.

## 같이 보기
- 버킨백
- 잇백